# Мінливець Метис
Мінливець Метис (Apatura metis) — вид метеликів родини сонцевики (Nymphalidae).

## Назва
Вид названо на честь давньогрецької богині Метіди, першої дружини Зевса, однієї з океанід, дочки Океана і Тетії.

## Поширення
Вид спорадично поширений у Південно-Східній та Східній Європі, Західній та помірній Азії від Угорщини до Північно-Східного Китаю, Кореї та Японії включно. В Україні трапляється у лісовій та лісостеповій зоні.

## Опис
Розмах крил 47-67 мм. Верх крил темно-коричневий зі світлою помаранчевою перев'яззю і такою ж вставкою всередині переднього крила. Там же розташовані і чотири темні цятки. Нижня площина крил коричнево-помаранчева з зеленуватим відливом. У самців крила мають відтінок фіолетового кольору.

## Спосіб життя
Трапляється у прибережній зоні великих водойм, де росте верба і тополя. Люблять вербовий сік, ховаються в листі цих рослин. Самиці відкладають яйця невеликими партіями у верхній частині дерев на листя.

## Охорона
Apatura metis охороняється в Європі і занесений до Додатку ІІ Бернської конвенції (охоронна категорія: вид підлягає особливій охороні).

## Підвиди
- Apatura metis metis (Freyer, 1829) (Південно-Східна Європа)
- Apatura metis bunea (Herrich-Schäffer, 1845) (Східна Європа, Кавказ)
- Apatura metis substituta (Butler, 1873) (Японія)
- Apatura metis irtyshika (Korshunov, 1982) (Західний Сибір, Казахстан)
- Apatura metis separata (Tuzov, 2000) (Забайкалля)
- Apatura metis heijona (Matsumura, 1928) (Корея, Амурська область, Приморський край)
- Apatura metis doii (Matsumura, 1928) (Курильські острови)